# Vérxina (Bélgorod)
|  | Per a altres significats, vegeu «Vérxina». |

Vérxina - Вершина (rus) - és un poble (un khútor) de l'óblast de Bélgorod, a Rússia. El 2010 tenia 55 habitants. Pertany al districte (raion) de Prókhorovka.